# Гавриленко, Леонтий Ильич
Леонтий Ильич Гавриленко (25 июля 1923, Енакиево, Украинская ССР — 8 ноября 1957, там же) — лётчик-штурмовик, гвардии старший лейтенант, участник Великой Отечественной войны. Герой Советского Союза (1945).

## Биография
Родился в семье рабочего. Украинец.
Окончил 8 классов. В феврале 1939 года поступил в Ворошиловградскую военную авиационную школу пилотов. Окончил её в июне 1940 года, став лётчиком 121-го скоростного бомбардировочного полка. Участник Великой Отечественной войны с 1941 года. Воевал на Ленинградском, Воронежском и 3-м Украинском фронтах.

### Боевой путь
- октябрь 1941 — декабрь 1941 — лётчик 9-го запасного авиационного полка (Казань),
- декабрь 1941 — сентябрь 1942 — лётчик 117-й отдельной разведывательной авиационной эскадрильи (Ленинградский фронт),
- сентябрь 1942 — декабрь 1942 — лётчик 5-го запасного авиационного полка (Куйбышев),
- декабрь 1942 — апрель 1943 — лётчик 766-го штурмового авиационного полка,
- апрель 1943 — октябрь 1943 — старший лётчик 241-го штурмового авиационного полка,
- октябрь 1943 — февраль 1944 — старший лётчик 617-го штурмового авиационного полка,
- февраль 1944 — декабрь 1944 — старший лётчик 167-го гвардейского штурмового авиационного Староконстантиновского полка,
- декабрь 1944 — март 1946 — командир звена 167-го гвардейского штурмового авиационного Староконстантиновского полка.

К середине января 1945 года совершил 157 боевых вылетов на разведку и бомбардировочно-штурмовые удары по опорным пунктам и узлам сопротивления противника, скоплениям его живой силы и боевой техники.

### После войны
В марте 1946 года демобилизован из рядов Советской Армии. Умер 8 ноября 1957 года после тяжёлой продолжительной болезни на родине, в Енакиево, где и был похоронен на кладбище «Красный городок».

## Награды
- 29 июня 1945 года за образцовое выполнение боевых заданий командования и проявленные при этом мужество и героизм, гвардии лейтенанту Гавриленко Л. И. указом Президиума Верховного Совета СССР присвоено звание Героя Советского Союза с вручением ордена Ленина и медали «Золотая Звезда» (№ 7599).
- Орден Ленина.
- Три ордена Красного Знамени.
- Орден «Партизанская звезда» (Югославия).
- Медали.

## Из воспоминаний однополчан
- Тов. Пешков И. Т.: "Характер Ильича, его смелость в бою-этого мне не забыть. Лёня был в полку самый жизнерадостный, общительный. «Там, где Гавриленко, — говорила полковой врач Тамара Александровна между боевыми вылетами, — не чувствуется войны, вроде её нет».

Лёня грустил лишь при двух обстоятельствах: когда не возвращался из боевого задания ИЛ-2 с экипажем на борту и когда над целью у него кончались боеприпасы. Казалось, был бы в его самолёте целый склад бомб, эрэсов, снарядов для пушек, он не ушёл бы с поля боя, пока не израсходовал бы весь боекомплект по его назначению: каждый снаряд, патрон, бомбу в цель, в фашистскую погань. Едва отойдём от места боя, Леонтий что-то напевает по рации. Лётчики шутят: «Жаров доволен боевым вылетом. Значит много отправил на тот свет фрицев и их хвалёных танков».
По своей натуре я не был многословным и потому всегда держался ближе к Леонтию. Помню, как-то он приболел. Температура была 38°. Говорю: «Леня, ступай к врачу, ты же весь „горишь“». Не тут-то было. Полетел на очередное боевое задание, на аэродром противника, пропотел над боевой целью и вернулся с задания с улыбкой, а улыбку Леонтия я никогда не забуду. Она была особенная, приветливая, «Жаровская». Таким мне запомнился мой боевой друг, товарищ.
Летая на боевое задание, Леонтий Ильич иногда слишком рисковал собой, воздушным стрелком, самолётом. Снижался на танки противника слишком низко, что нам, пилотам-штурмовикам, категорически запрещалось. Но, если боевое задание получаем уничтожать живую силу врага, Леонтий бросал свой ИЛ-2 так низко, что едва не касался воздушным винтом самолёта серых мундиров гитлеровских вояк.
Когда Леонтию Ильичу присвоили высокое звание Героя Советского Союза и поздравляя его с правительственной наградой лётчики, техники, авиамотористы, воздушные стрелки желали ему успехов. Лёня, улыбаясь, говорил: «Я не за ордена воевать пришёл. Это мой долг, моя обязанность». Таким он мне запомнился на всю жизнь. Его бесстрашию в бою, отваге завидовали пилоты, прибывающие на пополнение полка.
Последний полёт на учебно-тренировочном самолёте мы с Леонтием совершили осенью 1945 года в Грузии. Возвращаясь с полёта, он напевал песенку «Ой, Днипро, Днипро, ты могуч, широк…». «Значит всё в порядке», — подумал я.
- Тов. Сергеев В. К.: «Гавриленко Л. И. при выполнении боевого задания всегда проявлял мужество и смелость. Характера был весёлого, дружелюбного, был хороший товарищ, поэтому и звали его все Жаровым (по фамилии киноартиста)».
- Тов. Дементьев Е. И.: «Гавриленко Л. И. был ас, летал отлично».
- Тов. Бабушкин Н. А.: «Могу сказать, что с именем Гавриленко Л. И. в моей памяти сохранилась изумительная отвага и отчаянная храбрость».
- Тов. Василин И. И.: «В годы Великой Отечественной войны Гавриленко Леонтий Ильич служил во вверенном мне авиационном полку. Лейтенанта Гавриленко я отлично помню, — он был тогда юноша и, несмотря на его молодость, в полку числился незаурядным лётчиком. Летал на боевые задания с желанием, уверенно и смело. Человек он был скромный и общительный. За его верность присяге и активную боевую работу Родина его высоко оценила. Я много раз летал с ним в бой и всегда видел и чувствовал его верность, преданность, любовь к Родине и ненависть к врагу».

## Из воспоминаний Гавриленко Степаниды Леонтьевны, матери
Леонтий родился 25 июля 1923 года в г. Енакиево. Отец его из рабочих, работал на местном металлургическом заводе, я — домохозяйка.
Хороший был мальчик. Любил стариков. Рос смышлёным, быстро всё усваивал. Пошёл в школу с 6 лет. И с первых классов проявил свои способности. Рассказ учителя мог наизусть повторить.
В 1933 году мы переехали в Днепропетровск. На следующий год записала сына в комбинат обучаться музыке по классу фортепиано. К слову сказать, там различные были кружки, не только музыкальный. Проходит время, а он не садится за пианино. Думаю: «Что-то тут не так». Пошла в комбинат, а мне говорят: «Ваш сын бросил кружок музыкальный и перешёл в кружок „Юный Ворошиловский стрелок“. Там же его наградили значком как отличного стрелка. Леонтий любил играть с одноклассниками в „войну“. Всегда впереди с деревянной шашкой в руке. В шутку прозвали его учителя поэтому „воякой“. Но больше всего любил он читать книги про путешественников, особенно, морских. Его мечтой было стать моряком, увидеть далекие страны, открыть что-то новое и интересное.
Леонтий был мальчиком старательным, всегда хотел всё сделать сам и хорошо. Научился рисовать масляными красками. Очень получалась у него природа. Быстро освоил фотографию. Я ему даже кладовую под фотографическую лабораторию освободила. Купила судочки, фонари, бумагу, химикаты. Так потом всё и всех он фотографировал. Хорошие выходили карточки. Быстро научился ездить на велосипеде. Учитель даже поставил его в колонну велосипедистов на Первомайскую демонстрацию.
Вскоре отца перевели обратно на Енакиевский металлургический завод, и вместе с ним переехали и мы. В этом же году в г. Енакиево открылся аэроклуб. По школам начали производить набор туда. Учитель и предложил моего сына. Никто не спросил его — сколько ему лет. Когда же я узнала об этом, то пошла к комиссару и говорю: „Что же Вы взяли моего мальчика в аэроклуб, ведь ему ещё только 15 лет“. На что он ответил: „А мы его приняли по росту, и, к тому же, он такой красивый и здоровый. Идите, мамаша, домой, а Ваш сын будет лётчиком“.
Вскоре Леонтия послали в г. Ворошиловград в военное училище. Как-то раз приехала я к нему в гости. Нам разрешили встречу всего на несколько минут, так были заняты они там. „Как же ты живёшь?“ — спросила я. „Всё хорошо, мама. Учиться нравится. Обедать никогда не хожу. Я только завтракаю и ужинаю, а в обед забираюсь в самолёт и изучаю его, пока не придёт инструктор“. Потом была армия, а там — война…»

## Память

Бюст на могиле Гавриленко Л. И.

- Именем Героя Советского Союза гвардии старшего лейтенанта Гавриленко Леонтия Ильича названа улица в г. Енакиево, Донецкая область (Украина).
- Похоронен Гавриленко на кладбище «Красный городок» г. Енакиево, Донецкая область (Украина), на могиле установлен бюст.